# فيصل غزاوي
فيصل بن جميل بن حسن غزاوي (27 ذي الحجة 1385هـ - ) إمام الحرم المكي. عميد كلية الدعوة وأصول الدين في جامعة أم القرى بمكة المكرمة سابقًا. وهو أحد أئمة الحرم المكي منذ تعيينه في عام 1428هـ.
حصل على درجة البكالوريوس في القراءات عام 1409هـ من جامعة أم القرى ثم الماجستير في القراءات أيضاً من نفس الجامعة، حصل منها على درجة الدكتوراه عام 1423هـ.  وأخيراً حصل على الدرجة الأستاذيّة (البروفسور) في عام 1427هـ.

## النتاج العلمي
- رسالة الدكتوراه بعنوان : منهج ابن عطيه في عرض القراءات وأثر ذلك في تفسيره.[3]